# Ryō Kase
Ryō Kase (jap. 加瀬 亮 Kase Ryō; ur. 9 listopada 1974 w Jokohamie) – japoński aktor.

## Kariera
Aktor urodził się w Jokohamie, ale wkrótce po urodzeniu przeniósł się wraz z rodziną do Bellevue w amerykańskim stanie Waszyngton, gdzie jego ojciec znalazł zatrudnienie.
Na ekranie zadebiutował w 2000 w filmie sensacyjnym w reżyserii Sōgo Ishii Gojoe (pol. Pięć zasad). W 2006 Kase wcielił się w rolę Shimizu w nakręconych przez Clinta Eastwooda Listach z Iwo Jimy. Obraz otrzymał Złoty Glob oraz Nagrodę Japońskiej Akademii Filmowej w kategorii dla najlepszego filmu zagranicznego. Rok później aktor wystąpił w roli Akiry w japońskim dramacie Tōkyō!. W 2010 zagrał u boku Takeshi Kitano w dramacie gangsterskim Wściekłość, którego drugą część nakręcono w 2012. W 2011 Gus Van Sant obsadził go w roli Hiroshi Takahashiego w melodramacie Restless. Kolejną rolą Kase była rola Noriakiego w filmie Abbasa Kiarostamiego Jak zakochani z 2012. Aktor występował również w serialach telewizyjnych. W 2008 Stowarzyszenie Krytyków Filmowych w Tokio uhonorowało Kase Błękitną Wstęgą dla najlepszego aktora za film Soredemo boku wa yattenai. W 2016 Martin Scorsese zaprosił Kase do współpracy w produkcji dramatu historycznego o chrześcijanach japońskich. Aktor zagrał w Milczeniu rolę Chokichiego.